# ایمان‌لار (شوشی)
ایمان‌لار (به لاتین: İmanlar) یک تقسیمات کشوری در جمهوری آذربایجان است که در شهرستان شوشی واقع شده‌است.